# Staré Jesenčany
Staré Jesenčany är en ort i Tjeckien.   Den ligger i regionen Pardubice, i den centrala delen av landet, 100 km öster om huvudstaden Prag. Staré Jesenčany ligger 229 meter över havet och antalet invånare är 232.
Terrängen runt Staré Jesenčany är platt.Runt Staré Jesenčany är det ganska tätbefolkat, med 166 invånare per kvadratkilometer. Närmaste större samhälle är Pardubice, 4,7 km norr om Staré Jesenčany. Trakten runt Staré Jesenčany består till största delen av jordbruksmark.